# Izrael na Letnich Igrzyskach Olimpijskich 2016
Izrael na Letnich Igrzyskach Olimpijskich 2016 – czterdziestosiedmioosobowa reprezentacja Izraela na Letnich Igrzyskach Olimpijskich 2016 w Rio de Janeiro. Występ w 2016 roku to 7. start reprezentacji Izraela na letnich igrzyskach olimpijskich. Podczas ceremonii otwarcia chorążym reprezentacji była gimnastyczka artystyczna – Neta Riwkin.

## Medaliści
| Medal | Zawodnik      | Dyscyplina | Data        |
| ----- | ------------- | ---------- | ----------- |
| brąz  | Jarden Dżerbi | Judo       | 9 Sierpnia  |
| brąz  | Or Sason      | Judo       | 12 Sierpnia |

## Skład reprezentacji

### Badminton
| Zawodnik        | Konkurencja             | Faza grupowa                | Faza grupowa                | Faza grupowa | 1/8 finału       | Ćwierćfinały     | Półfinały        | Finał            |
| Zawodnik        | Konkurencja             | Przeciwnik Wynik            | Przeciwnik Wynik            | Pozycja      | Przeciwnik Wynik | Przeciwnik Wynik | Przeciwnik Wynik | Przeciwnik Wynik |
| --------------- | ----------------------- | --------------------------- | --------------------------- | ------------ | ---------------- | ---------------- | ---------------- | ---------------- |
| Misha Zilberman | Gra pojedyncza mężczyzn | Yuhan T L 0-2 (20:22 12:21) | Chou T-c L 0-2 (9:21 11:21) | 3.           | NQ               | NQ               | NQ               | NQ               |

### Gimnastyka

#### Gimnastyka artystyczna
| Zawodniczka        | Konkurencja                  | Kwalifikacje | Kwalifikacje | Finał  | Finał   |
| Zawodniczka        | Konkurencja                  | Wynik        | Pozycja      | Wynik  | Pozycja |
| ------------------ | ---------------------------- | ------------ | ------------ | ------ | ------- |
| Neta Riwkin        | Wielobój indywidualny kobiet | 69,223       | 13.          | NQ     | NQ      |
| Allona Koszewatski | Zawody drużynowe             | 34,883       | 6. Q         | 34,549 | 6.      |
| Ekaterina Levina   | Zawody drużynowe             | 34,883       | 6. Q         | 34,549 | 6.      |
| Juwal Filo         | Zawody drużynowe             | 34,883       | 6. Q         | 34,549 | 6.      |
| Ida Majrin         | Zawody drużynowe             | 34,883       | 6. Q         | 34,549 | 6.      |
| Karina Lychwar     | Zawody drużynowe             | 34,883       | 6. Q         | 34,549 | 6.      |

#### Gimnastyka sportowa
| Zawodnik           | Konkurencja              | Eliminacje | Eliminacje | Finał | Finał   | Pozycja |
| Zawodnik           | Konkurencja              | Wynik      | Pozycja    | Wynik | Pozycja | Pozycja |
| ------------------ | ------------------------ | ---------- | ---------- | ----- | ------- | ------- |
| Alexander Shatilov | Ćwiczenia wolne mężczyzn | 13.500     | 58.        | NQ    | NQ      | 58.     |
| Alexander Shatilov | Drążek mężczyzn          | 14.066     | 44.        | NQ    | NQ      | 44.     |

### Golf
| Zawodnik      | Konkurencja           | Runda 1 | Runda 2 | Runda 3 | Runda finałowa | Wynik  | Poniżej Par | Pozycja |
| Zawodnik      | Konkurencja           | Punkty  | Punkty  | Punkty  | Punkty         | Punkty | Poniżej Par | Pozycja |
| ------------- | --------------------- | ------- | ------- | ------- | -------------- | ------ | ----------- | ------- |
| Laetitia Beck | Kobiety indywidualnie | 75      | 70      | 71      | 70             | 286    | +2          | 31.     |

### Judo

#### Mężczyźni
| Or Sason      | Powyżej 100 kg | El Shehaby W 100-000 | Sarnacki W 010-000 | Meyer W 010-000     | —  | Riner L 000-010  | BM Garcia Mendoza W 000-000 S | brąz |    |    |
| Sagi Muki     | Poniżej 73 kg  | Drakšič W 100-000    | Wandtke W 010-000  | Delpopolo W 100-000 | —  | Orujov L 000-001 | BM Szawdatuaszwili L 000-100  | 5.   |    |    |
| Golan Pollack | Poniżej 66 kg  | Punza L 000-100      | NQ                 | NQ                  | NQ | NQ               | NQ                            | NQ   | NQ | NQ |

#### Kobiety
| Jarden Dżerbi | Poniżej 63 kg | —                       | Espinosa W 100-001 | Silva L 000-001  | Yang Jx W 010-000    | —  | BM Tashiro W 011-000 | brąz |    |    |
| Linda Bolder  | Poniżej 70 kg | Bukasa Mabika W 110-000 | Kim S-y W 010-000  | Conway L 000-100 | Bernabéu L 000-000 S | NQ | NQ                   | 7.   |    |    |
| Gili Cohen    | Poniżej 52 kg | —                       | Legentil L 000-001 | NQ               | NQ                   | NQ | NQ                   | NQ   | NQ |    |
| Shira Rishony | Poniżej 48 kg | Cherniak L 000-100      | NQ                 | NQ               | NQ                   | NQ | NQ                   | NQ   | NQ | NQ |

### Kolarstwo

#### Kolarstwo górskie
| Zawodnik     | Konkurencja            | Finał   | Finał   |
| Zawodnik     | Konkurencja            | Czas    | Miejsce |
| ------------ | ---------------------- | ------- | ------- |
| Shlomi Haimy | cross-country mężczyzn | 1:43:59 | 48.     |

#### Kolarstwo szosowe
| Zawodnik    | Konkurencja                       | Finał   | Finał   |
| Zawodnik    | Konkurencja                       | Czas    | Miejsce |
| ----------- | --------------------------------- | ------- | ------- |
| Shani Bloch | Wyścig ze startu wspólnego kobiet | 4:02:59 | 48      |

### Lekkoatletyka

#### Mężczyźni
| Zawodnik        | Konkurencja   | Kwalifikacje | Kwalifikacje | Półfinał   | Półfinał | Finał      | Finał   |
| Zawodnik        | Konkurencja   | Czas/Wynik   | Miejsce      | Czas/Wynik | Miejsce  | Czas/Wynik | Miejsce |
| --------------- | ------------- | ------------ | ------------ | ---------- | -------- | ---------- | ------- |
| Donald Sanford  | Bieg na 400 m | 46,06 s      | 33.          | NQ         | NQ       | NQ         | NQ      |
| Dmitrij Krojter | Skok wzwyż    | 2.17 m       | 41.          | —          | —        | NQ         | NQ      |
| Tasama Moogas   | Maraton       | —            | —            | —          | —        | 2:30:30    | 121.    |
| Maru Teferi     | Maraton       | —            | —            | —          | —        | 2:01:06    | 74.     |
| Ageze Guadie    | Maraton       | —            | —            | —          | —        | 2:30:45    | 122.    |

#### Kobiety
| Zawodnik                | Konkurencja | Kwalifikacje | Kwalifikacje | Półfinał   | Półfinał | Finał      | Finał   |
| Zawodnik                | Konkurencja | Czas/Wynik   | Miejsce      | Czas/Wynik | Miejsce  | Czas/Wynik | Miejsce |
| ----------------------- | ----------- | ------------ | ------------ | ---------- | -------- | ---------- | ------- |
| Hanna Knyazyeva-Minenko | Trójskok    | 14,20 m      | 8.           | —          | —        | 14,68 m    | 5.      |
| Maor Tiyouri            | Maraton     | —            | —            | —          | —        | 2:47:27    | 90.     |
| Lonah Chemtai Korlima   | Maraton     | —            | —            | —          | —        | DNF        | DNF     |

### Pływanie
| Zawodnik                                               | Konkurencja                               | Kwalifikacje | Kwalifikacje | Półfinał | Półfinał | Finał | Finał   |
| Zawodnik                                               | Konkurencja                               | Czas         | Miejsce      | Czas     | Miejsce  | Czas  | Miejsce |
| ------------------------------------------------------ | ----------------------------------------- | ------------ | ------------ | -------- | -------- | ----- | ------- |
| Amit Iwri                                              | 100 m stylem motylkowym kobiet            | 59,42 s      | 26.          | NQ       | NQ       | NQ    | NQ      |
| Amit Iwri                                              | 100 m stylem klasycznym kobiet            | 1:09,42      | 30.          | NQ       | NQ       | NQ    | NQ      |
| Amit Iwri                                              | 200 m stylem klasycznym kobiet            | 2:31,49      | 28.          | NQ       | NQ       | NQ    | NQ      |
| Keren Siebner Zohar Hen Shikler Amit Iwri Andrea Murez | sztafeta 4 x 100 m stylem dowolnym kobiet | 3:41,97      | 16.          | —        | —        | NQ    | NQ      |
| Andrea Murez                                           | 200 m stylem dowolnym kobiet              | DNS          | DNS          | NQ       | NQ       | NQ    | NQ      |
| Andrea Murez                                           | 100 m stylem dowolnym kobiet              | 55,47 s      | 30.          | NQ       | NQ       | NQ    | NQ      |
| Andrea Murez                                           | 50 m stylem dowolnym kobiet               | 25,41 s      | 35.          | NQ       | NQ       | NQ    | NQ      |
| Zohar Hen Shikler                                      | 50 m stylem dowolnym kobiet               | 25,38 s      | 33.          | NQ       | NQ       | NQ    | NQ      |

### Pływanie synchroniczne
| Zawodniczki                                       | Konkurencja | Układ techniczny | Układ techniczny | Układ dowolny (eliminacje) | Układ dowolny (eliminacje) | Układ dowolny (eliminacje) | Układ dowolny (finał) | Układ dowolny (finał)      | Układ dowolny (finał) |
| Zawodniczki                                       | Konkurencja | Punkty           | Miejsce          | Punkty                     | Razem (techniczny + wolny) | Miejsce                    | Punkty                | Razem (techniczny + wolny) | Miejsce               |
| ------------------------------------------------- | ----------- | ---------------- | ---------------- | -------------------------- | -------------------------- | -------------------------- | --------------------- | -------------------------- | --------------------- |
| Anastasia Gloushkov Leventhal Ievgeniia Tetelbaum | Duet        | 79.4488          | 20.              | 78.9000                    | 158.3488                   | 20.                        | NQ                    | NQ                         | NQ                    |

### Podnoszenie ciężarów
| Zawodnik          | Konkurencja             | Rwanie | Rwanie  | Podrzut | Podrzut | Razem  | Pozycja |
| Zawodnik          | Konkurencja             | Wynik  | Pozycja | Wynik   | Pozycja | Razem  | Pozycja |
| ----------------- | ----------------------- | ------ | ------- | ------- | ------- | ------ | ------- |
| Igor Olshanetskyi | Powyżej 105 kg mężczyzn | 165 kg | 21.     | 207 kg  | 17.     | 372 kg | 17.     |

### Strzelectwo
| Zawodnik      | Konkurencja                                | Kwalifikacje | Kwalifikacje | Finał | Finał   |
| Zawodnik      | Konkurencja                                | Wynik        | Pozycja      | Wynik | Pozycja |
| ------------- | ------------------------------------------ | ------------ | ------------ | ----- | ------- |
| Sergy Rikhter | Karabin pneumatyczny, 10 m mężczyzn        | 623.8        | 14.          | NQ    | NQ      |
| Sergy Rikhter | Karabin małokalibrowy leżąc, 50 m mężczyzn | 622.6        | 15.          | NQ    | NQ      |

### Taekwondo
| Zawodnik  | Konkurencja            | 1/8 finału             | Ćwierćfinał      | Repasaż          | Półfinał         | Finał            | Miejsce |
| Zawodnik  | Konkurencja            | Przeciwnik Wynik       | Przeciwnik Wynik | Przeciwnik Wynik | Przeciwnik Wynik | Przeciwnik Wynik | Miejsce |
| --------- | ---------------------- | ---------------------- | ---------------- | ---------------- | ---------------- | ---------------- | ------- |
| Ron Atias | Poniżej 58 kg mężczyzn | Torres Teixeira P 2-16 | NQ               | NQ               | NQ               | NQ               | NQ      |

### Tenis ziemny
| Zawodnik  | Konkurencja             | 1/32 finału             | 1/16 finału            | 1/8 finału       | Ćwierćfinał      | Półfinał         | Finał            | Miejsce |
| Zawodnik  | Konkurencja             | Przeciwnik Wynik        | Przeciwnik Wynik       | Przeciwnik Wynik | Przeciwnik Wynik | Przeciwnik Wynik | Przeciwnik Wynik | Miejsce |
| --------- | ----------------------- | ----------------------- | ---------------------- | ---------------- | ---------------- | ---------------- | ---------------- | ------- |
| Dudi Sela | Gra pojedyncza mężczyzn | Džumhur W 2-0 (6:4 6:4) | Goffin L 0-2 (3:6 3:6) | NQ               | NQ               | NQ               | NQ               | NQ      |

### Triathlon
| Zawodniczka | Konkurencja | Pływanie (1,5 km) | Jazda na rowerze (40 km) | Bieg (10 km) | Czas    | Pozycja |
| Zawodniczka | Konkurencja | Czas              | Czas                     | Czas         | Czas    | Pozycja |
| ----------- | ----------- | ----------------- | ------------------------ | ------------ | ------- | ------- |
| Ron Darmon  | Mężczyźni   | 18:06             | 55:48                    | 33:21        | 1:48:41 | 26.     |

### Zapasy
| Zawodnik      | Konkurencja                | 1/16 finału      | 1/8 finału          | Repasaż - Runda 1 | Ćwierćfinał      | Repasaż - Runda 2 | Półfinał         | Finał            | Miejsce |
| Zawodnik      | Konkurencja                | Przeciwnik Wynik | Przeciwnik Wynik    | Przeciwnik Wynik  | Przeciwnik Wynik | Przeciwnik Wynik  | Przeciwnik Wynik | Przeciwnik Wynik | Miejsce |
| ------------- | -------------------------- | ---------------- | ------------------- | ----------------- | ---------------- | ----------------- | ---------------- | ---------------- | ------- |
| Ilana Kratysh | Do 69 kg styl wolny kobiet | —                | de Oliveira P 1 - 3 | NQ                | NQ               | NQ                | NQ               | NQ               | 13.     |

### Żeglarstwo

#### Mężczyźni
| Zawodnik                 | Konkurencja | Wyścig | Wyścig | Wyścig | Wyścig | Wyścig | Wyścig | Wyścig | Wyścig | Wyścig | Wyścig | Wyścig | Wyścig | Wyścig | Punkty | Finałowa pozycja |
| Zawodnik                 | Konkurencja | 1      | 2      | 3      | 4      | 5      | 6      | 7      | 8      | 9      | 10     | 11     | 12     | M*     | Punkty | Finałowa pozycja |
| ------------------------ | ----------- | ------ | ------ | ------ | ------ | ------ | ------ | ------ | ------ | ------ | ------ | ------ | ------ | ------ | ------ | ---------------- |
| Szachar Zubari           | RS:X        | 9      | 17     | 20     | 22     | DNF    | 19     | 19     | 6      | 7      | 17     | 21     | 4      | NQ     | 160    | 17.              |
| Dan Froyliche Ejal Lewin | 470         | 7      | 15     | 17     | 21     | 21     | 20     | 16     | 19     | 22     | 16     | —      | —      | NQ     | 152    | 21.              |

#### Kobiety
| Zawodnik            | Konkurencja | Wyścig | Wyścig | Wyścig | Wyścig | Wyścig | Wyścig | Wyścig | Wyścig | Wyścig | Wyścig | Wyścig | Wyścig | Wyścig | Punkty | Finałowa pozycja |
| Zawodnik            | Konkurencja | 1      | 2      | 3      | 4      | 5      | 6      | 7      | 8      | 9      | 10     | 11     | 12     | M*     | Punkty | Finałowa pozycja |
| ------------------- | ----------- | ------ | ------ | ------ | ------ | ------ | ------ | ------ | ------ | ------ | ------ | ------ | ------ | ------ | ------ | ---------------- |
| Maayan Davidovich   | RS:X        | 5      | 6      | 6      | 11     | 4      | 3      | 2      | 15     | 14     | 5      | 2      | 2      | 9      | 78     | 7.               |
| Gil Cohen Nina Amir | 470         | UFD    | 9      | 19     | 15     | 17     | 17     | 15     | 5      | 10     | 13     | —      | —      | NQ     | 120    | 17.              |